# Ehemalige Villa Merck
Die ehemalige Villa Merck in der Annastraße 15 ist ein Bauwerk in Darmstadt.

## Geschichte und Beschreibung
Die Villa wurde in den Jahren 1897 und 1898 nach Plänen des Architekten Emanuel von Seidl erbaut. Der großvolumige Baukörper – mit einer ehemals differenzierten Dachlandschaft – wird durch ein durch eklektizistisches Fassadendekor unter Verwendung historischer Stilformen verschiedener Epochen geprägt.
Zu der Villa gehört eine große Parkanlage mit einer umfassenden Bruchsteinmauer und einem Eckpavillon. In dem Park gibt es noch eine Grotte mit Schlangenplastik, einen Gedenkstein und zwei steinerne Bänke mit Symbolen aus der Zeit des Nationalsozialismus.
Bei einem Luftangriff im Jahre 1944 wurden das Dach mit den Giebeln und dem Turm sowie der größte Teil des Baudekors zerstört.
Erhalten geblieben ist das aufwendig dekorierte Portal mit einem gesprengten, verkröpftem Giebel über zwei Säulenpaaren – beidseitig davon steht je eine weibliche Statue – und das feine Gitterwerk in der Tür, vor den beiden Erdgeschossfenstern, als Balkonbrüstung und als Einfriedung. Im Bürgersteig vor dem Portal liegt ein dekoratives Mosaikpflaster; mit einer halben stilisierten Sonne als Ornamentmotiv.
In den Jahren 1972 bis 1974 erfolgte ein entstellender Dachausbau.
In den 2010er Jahren erfolgte eine Sanierung des Anwesens.
2014 hat Simon Ebert, Sohn der Wella-Erbin Claudia Ebert die Villa gekauft.

## Denkmalschutz
Die ehemalige Villa Merck ist ein typisches Beispiel für den historisierenden Baustil im späten 19. Jahrhundert in Darmstadt. Aus architektonischen und stadtgeschichtlichen Gründen ist das Anwesen ein Kulturdenkmal.